# Els moderns
Els moderns (títol original: The Moderns) és una pel·lícula estatunidenca dirigida per Alan Rudolph el 1988. Ha estat doblada al català.

## Argument
Ambientada al París dels anys 20. Un pintor nord-americà, Nick Hart, treballa per a un diari de París. Serà a través d'aquest mitjà que ben aviat es trobarà amb el seu passat i amb, segons creu, la possibilitat de modificar-lo. Nick, que il·lustra les columnes del rotatiu, té davant de si la foto de la seva exdona, Rachel, en braços d'un ric home de negocis. És evident que encara l'estima i potser ella també conserva viva la flama. Aquesta és una de les raons per les quals accepta un brut tracte: falsificar tres quadres que pertanyen a l'amant de Rachel.

## Repartiment
- Keith Carradine: Nick Hart
- Linda Fiorentino: Rachel Stone
- Wallace Shawn: Ocell
- Geneviève Bujold: Libby Valentin
- Geraldine Chaplin: Nathalie de Ville
- Kevin J. O'Connor: Hemingway
- John Lone: Bertram Stone
- Charlélie Couture: L'Evidència
- Elsa Raven: Gertrude Stein

## Premis i nominacions
- 1988: Premis Independent Spirit: 3 nominacions, entre les quals la de millor fotografia
- 1988: Festival de Venecia: Nominada al Lleó d'Or
- 1988: Critics de Los Angeles: 2 premis incloent millor fotografia. 3 nominacions

## Crítica
- " Va ser el film pel que Alan Rudolph va obtenir un reconeixement més ampli, però va decebre, i amb raó, a devots d'anteriors pel·lícules del director (...) La pel·lícula és bonica de veure i es nota la complicitat dels actors amb el director, però també és esteticista, superficial i autocomplaent, molt diferent de les pel·lícules profundes, que no solemnement romàntiques, de Rudolph[3]